# Cuando todo pase
Cuando todo pase es el vigésimo libro del autor uruguayo Diego Fischer. Fue publicado por Editorial Sudamericana el 10 de diciembre de 2020.

## Reseña
Cuando todo pase  relata los pormenores de dos hermanas Dolores y Consuelo Aguiar Mella (beatificadas por Juan Pablo II) y Daniel Cibils. Describe el transatlántico MS Giulio Cesare que parte del puerto de Montevideo rumbo a Barcelona y también relata parte de la guerra civil española. Es parte de una investigación y cuenta con documentación inédita. Fue publicada en Uruguay, Argentina y Chile.
El libro lleva varias reediciones. Ha estado primero en la lista de superventas.
El 15 de febrero de 2021, el libro fue presentado junto a la profesora Virginia Bonilla en el Hotel Barradas de Punta del Este y en Rocha.
El libro fue reconocido con el Premio Libro de Oro en 2021 por la Cámara Uruguaya del Libro.